# XDS Astana Development Team
Das XDS Astana Development Team ist ein Radsportteam aus Kasachstan mit Sitz in Luxemburg.

## Organisation und Geschichte
Das Team wurde zur Saison 2022 als Development Team des XDS Astana Teams ins Leben gerufen und ist als UCI Continental Team lizenziert. Erster Sportlicher Leiter des Teams ist Sergei Jakowlew, der bis 2008 selbst als Radrennfahrer aktiv war.
Nachdem das Team in der ersten Saison nur bei den kasachischen U23-Meisterschaften erfolgreich war, erzielte Martin Laas bei der Tour of Sakarya 2023 den ersten Tages- und den ersten Rundfahrt-Sieg bei einem internationalen Rennen.

## Saison 2025
Mannschaft
| Teamkader 2025          | Teamkader 2025    | Teamkader 2025 | Teamkader 2025                 |
| Name                    | Geburtsdatum      | Land           | Vorheriges Team                |
| ----------------------- | ----------------- | -------------- | ------------------------------ |
| Luca Attolini           | 16. Oktober 2006  | Italien        |                                |
| Pierre-Henry Basset     | 29. März 2004     | Frankreich     | CIC U Nantes Atlantique (2024) |
| Alessio Delle Vedove    | 11. Februar 2004  | Italien        | Wanty-Re Uz-Technord (2024)    |
| Artëm Fofonov           | 8. Januar 2005    | Frankreich     | AG2R Citroën U19 Team (2023)   |
| Lew Gonow               | 6. Januar 2000    | Russland       | PC Baix Ebre (2024)            |
| Daniil Maruchin         | 13. Februar 1999  | Kasachstan     | Astana Qazaqstan Team (2024)   |
| Ludovico Maria Mellano  | 23. August 2006   | Italien        |                                |
| Mattia Negrente         | 28. Mai 2005      | Italien        |                                |
| Iwan Smirnow            | 14. Januar 1999   | Russland       | PC Baix Ebre (2024)            |
| Gleb Syriza             | 14. April 2000    | Russland       | Astana Qazaqstan Team (2024)   |
| Santiago Umba           | 20. November 2002 | Kolumbien      | Astana Qazaqstan Team (2024)   |
| Alexander Winokurow     | 7. Juli 2002      | Kasachstan     |                                |
| Gustav Wang             | 13. März 2003     | Dänemark       | Airtox-Carl Ras (2024)         |
| Ruslan Yelyubayev       | 28. Juni 2002     | Kasachstan     |                                |
| Simone Zanini           | 26. März 2004     | Italien        |                                |
| David Zanutta           | 5. Januar 2006    | Italien        |                                |
|                         |                   |                |                                |
| Quelle: ProCyclingStats |                   |                |                                |

 Erfolge
| Siege | Siege  | Siege | Siege  | Siege  | Siege |
| Datum | Rennen | Staat | Klasse | Sieger |       |
| ----- | ------ | ----- | ------ | ------ | ----- |

## Bisherige Saisonerfolge
| Rennserie                 | 2022 | 2023 | 2024 |
| ------------------------- | ---- | ---- | ---- |
| UCI ProSeries             | -    | -    | -    |
| UCI Continental Circuits  | -    | 4    | 14   |
| nationale Meisterschaften | 2    | 2    | 1    |

## Platzierungen in der UCI-Weltrangliste
| World Ranking | World Ranking | World Ranking             | World Ranking |
| Jahr          | Teamwertung   | Einzelwertung             |               |
| ------------- | ------------- | ------------------------- | ------------- |
| 2022          | 78.           | Nikolas Winokurow (441. ) |               |
| 2023          | 69.           | Nikolas Winokurow (642. ) |               |
| 2024          | 45.           | Max Walker (386. )        |               |
|               |               |                           |               |
| Quelle: UCI   |               |                           |               |